# ويلفريد بوتير
ويلفريد بوتير (2 مايو 1910 في المملكة المتحدة - 4 مارس 1994 في المملكة المتحدة) (بالإنجليزية: Wilfred Potter)‏ هو لاعب كريكت بريطاني (وحمل سابقاً جنسية المملكة المتحدة لبريطانيا العظمى وأيرلندا). لعب مع نادي وارويكشاير للكريكيت ‏.

## وصلات خارجية
- ويلفريد بوتير على موقع إي آس بي آن كريك إنفو (الإنجليزية)